# Альошин Самуїл Йосипович
Самуїл Йосипович Альо́шин (справжнє прізвище — Котляр; нар. 21 липня 1913, Замбрів — пом. 27 лютого 2008, Москва) — російський драматург, сценарист; член Спілки письменників СРСР з 1954 року.

## Біографія
Народився 8 [21] липня 1913 року в місті Замброві (нині Підляське воєводство, Польща) у сім'ї лікаря і вчительки. 1935 року закінчив промисловий факультет Військової академії моторизації і механізації Червоної армії у Москві.
Брав участь у німецько-радянській війні, служив інженером в танкових військах СРСР, воював на Сталінградському фронті. Після демобілізації до 1952 року працював керівником лабораторії у Всесоюзному автотракторному науково-дослідному інституті, де у 1946 році захистив кандидатську дисертацію.
Нагороджений двома орденами Трудового Червоного Прапора, медалями.
Помер в Москві 27 лютого 2008 року. Похований в Москві на Востряковському кладовищі.

## Творчість
Літературну діяльність розпочав у 1939 році. Автор п'єс:
- «Мефістофель» (1942, опублікована у 1963 році);
- «Тоді в Севільї» («Дон Жуан», 1947);
- «Директор» (1950);
- «Гоголь» (1952);
- «Сувора дівчина» (1953);
- «Людина з Стратфорда» («Шекспір ??», 1954, постановка 1964);
- «Одна» (1956);
- «Кожному своє» (1956, постановка 1965);
- «Усе залишається людям» (1959, постановка МХАТу);
- «Точка опори» (1960);
- «Дон Жуан» («Помста командора», 1960);
- «Палата» (1962);
- «Головна роль» (1964);
- «Дипломат» (1967);
- «Інша» (1968);
- «Сходи» (1976);
- «Якщо» (1977);
- «Тема з варіаціями» (1979);
- «Вісімнадцятий верблюд» (1983);
- «Весь я не помру» (1989);
- «Вогнище» (1991).

постановки в Україні
- «Директор» (1950 — Київський російський драматичний театр імені Лесі Українки; режисер Костянтин Хохлов, в ролі Потапова — Михайло Романов);
- «Усе залишається людям» (1960 — Львівський академічний театр імені Марії Заньковецької, режисер і виконавець головної ролі Борис Романицький);
- «Точка опори» (1960 — Херсонський український музично-драматичний театр);
- «Точка опори» (1962 — Миколаївський обласний український музично-драматичний театр);
- «Палата» (1963 — Донецький український музично-драматичний театр);
- «Палата» (1963 — Вінницький український музично-драматичний театр);
- «Дон Жуан» (1967 — Львівський театр юного глядача);
- «Дон Жуан» (1967 — Луганський український музично-драматичний театр);
- «Інша» (1971 — Миколаївський художній російський драматичний театр);
- «Кущ горобини» (1978 — Севастопольский російський драматичний театр);
- «Тема з варіаціями» (1980 — Харківський театр російської драми).

У 1941—1947 роках писав гумористичні розповіді.
Автор сценнаріїв до фільмів:
- 1963 — Усе залишається людям;
- 1964 — Палата;
- 1971 — Дон Жуан в Талліні.